# 신촌동 (안양시)
신촌동(新村洞)은 경기도 안양시 동안구의 행정동이다.

## 개요
신촌동은 옛 평촌동의 자연마을 중에서 가장 늦게 생긴 마을로 풍양조씨가 처음으로 정착한 후 새로 형성된 마을이라하여 ‘신말’(신촌)이라 불렀다. 신말은 평촌신도시 개발구역에 편입되어 1990년에 없어졌다가 1993년 1월 1일 아파트촌으로 변모되어 이 일대를 신촌동이라 부르고 있다.
신촌동은 아파트 밀집지역으로 계획된 도시 기반시설과 주거환경을 가지고 있는 녹지공원이 많은 자연적 휴식공간이다. 깨끗한 자연환경의 휴식처 그리고 먹거리촌과 학원가가 이 지역의 특징이다.

## 법정동
- 호계동

## 교육
- 신기초등학교
- 신기중학교

## 교통
- 경수산업도로
- 수도권제1순환고속도로